# Yad Vashem

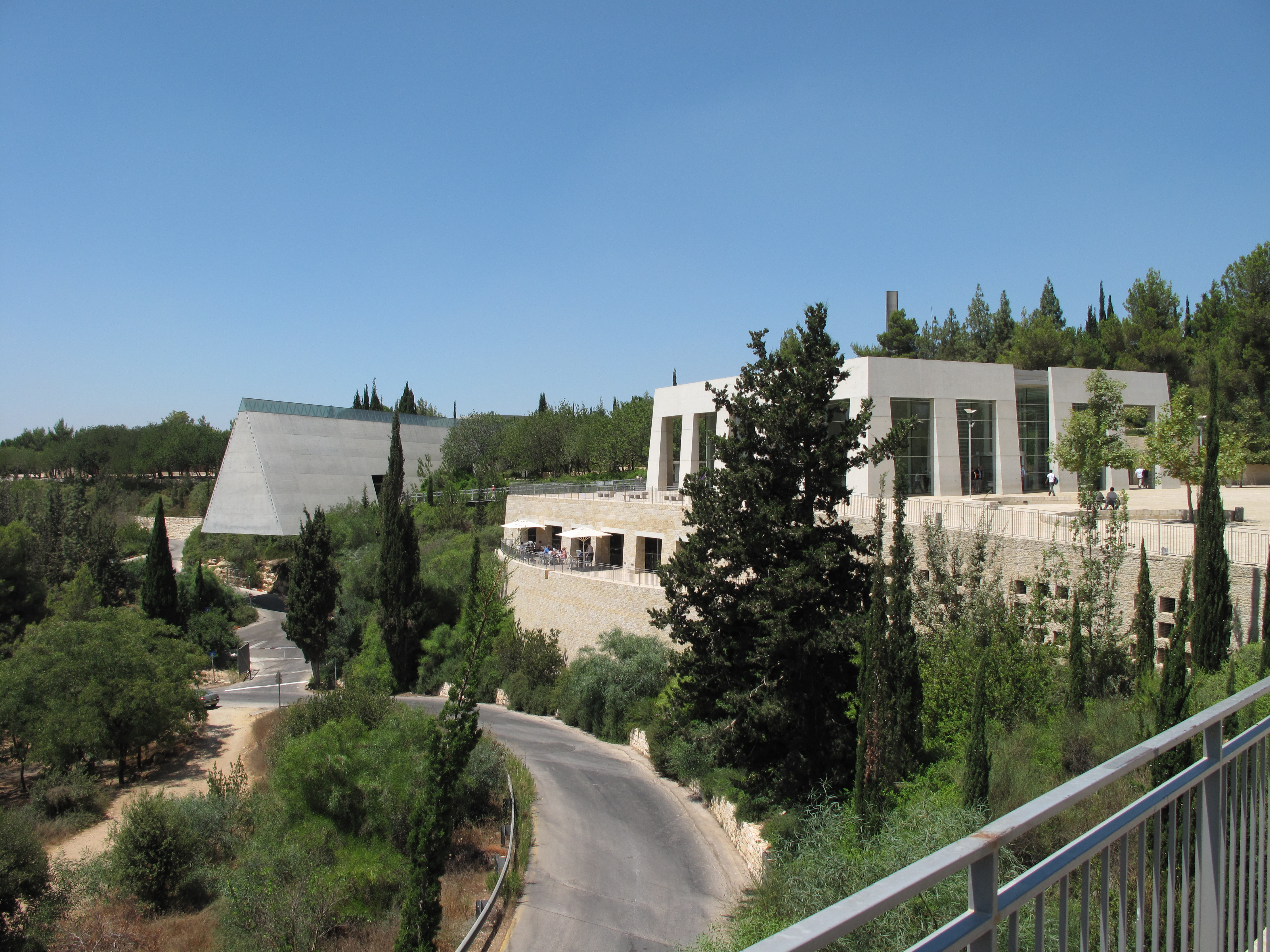

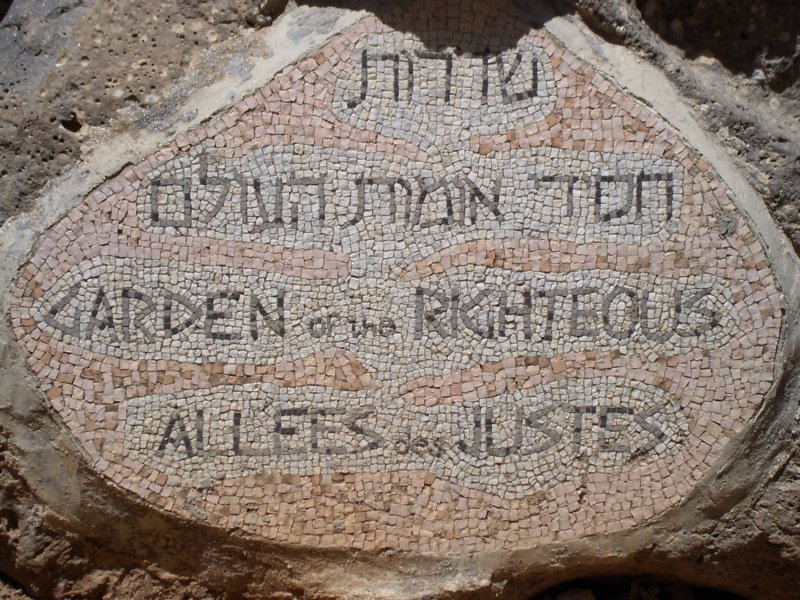
Inscripţie indicând Aleea celor Drepţi între Popoare la Institutul Yad Vashem din Ierusalim

Yad Vashem (ebraică: יד ושם „monument și nume”) este denumirea Memorialului Victimelor Holocaustului, instituție oficială a Statului Israel, constituită în 1953 la Ierusalim, printr-o hotărâre a Knessetului - parlamentul israelian.
Numele a fost ales după versetul biblic din Isaia 56,5: „Le voi da în casa Mea și înăuntrul zidurilor Mele un nume și un loc mai de preț decât fii și fiice; le voi da un nume veșnic și nepieritor“. (Vulgata de Sf. Ieronim, cca. AD 405: „dabo eis in domo mea et in muris meis locum et nomen melius a filiis et filiabus nomen sempiternum dabo eis quod non peribit”).
Yad Vashem cuprinde mai multe secții, între care:
- Muzeul Victimelor Holocaustului - muzeu istoric cu o arhitectură aparte, unde sunt expuse obiecte, relicve, o galerie de fotografii, etc. rămase de la victimele Holocaustului;
- "Fiecare om are un nume" - o cartotecă destinată a conține datele personale - în măsura în care s-au putut aduna - despre cele aproape 6 milioane de evrei, victime ale Holocaustului, între care un milion și jumătate de copii;
- Institutul de Studii și Cercetări ale Holocaustului;
- Biblioteca Holocaustului;
- Comisia de acordare a titlului, diplomei și medaliei Drept între popoare. Această comisie este condusă de un judecător de la Tribunalul Suprem al Israelului și are drept sarcină să comemoreze, să onoreze și să publice numele ne-evreilor (creștini, musulmani, agnostici, atei și de alte confesiuni, convingeri religioase sau apartenențe etnice), care, riscându-și viața, familia și averea, au salvat viața unor evrei în timpul prigoanei fasciste.

## Galerie

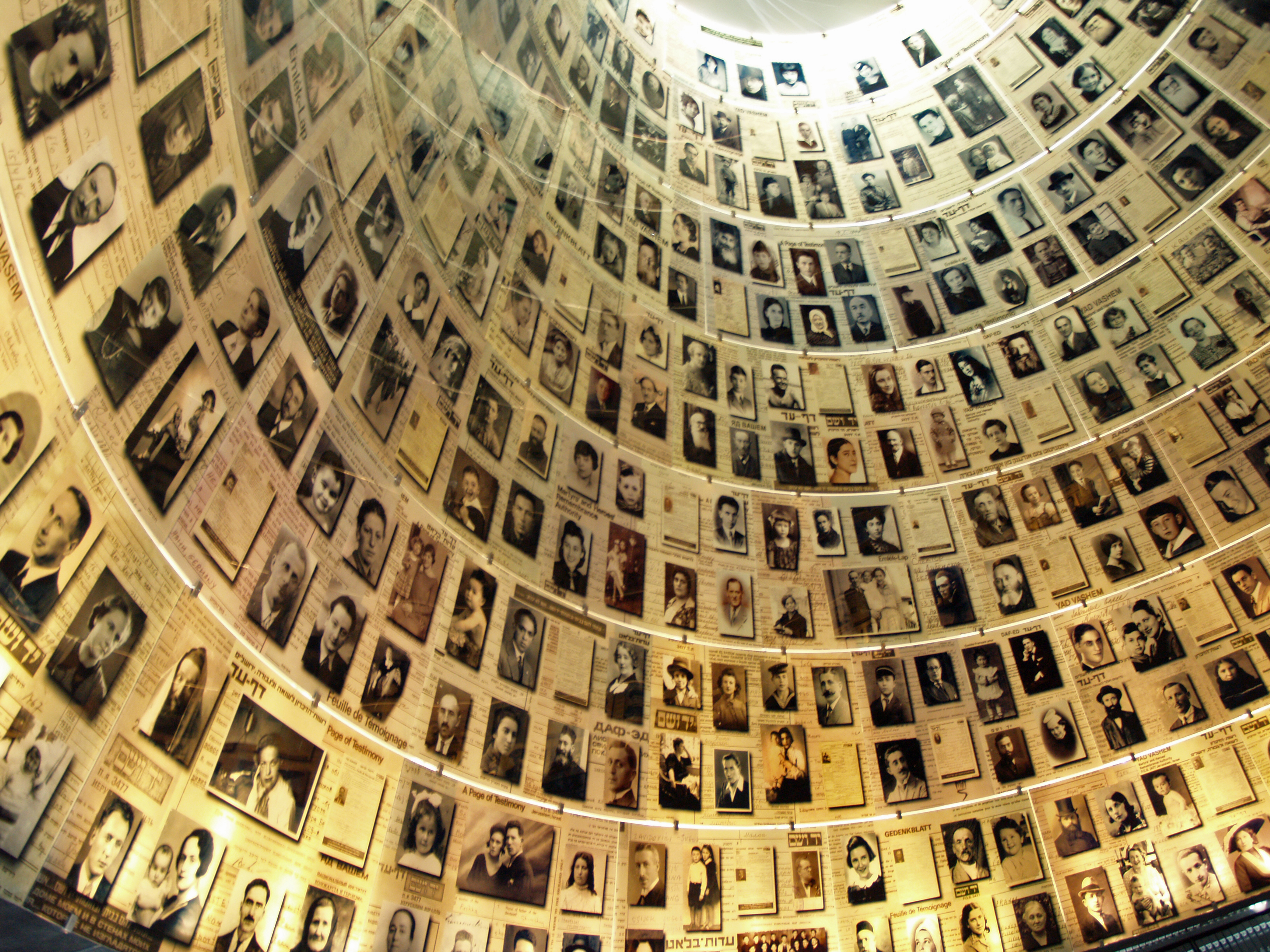
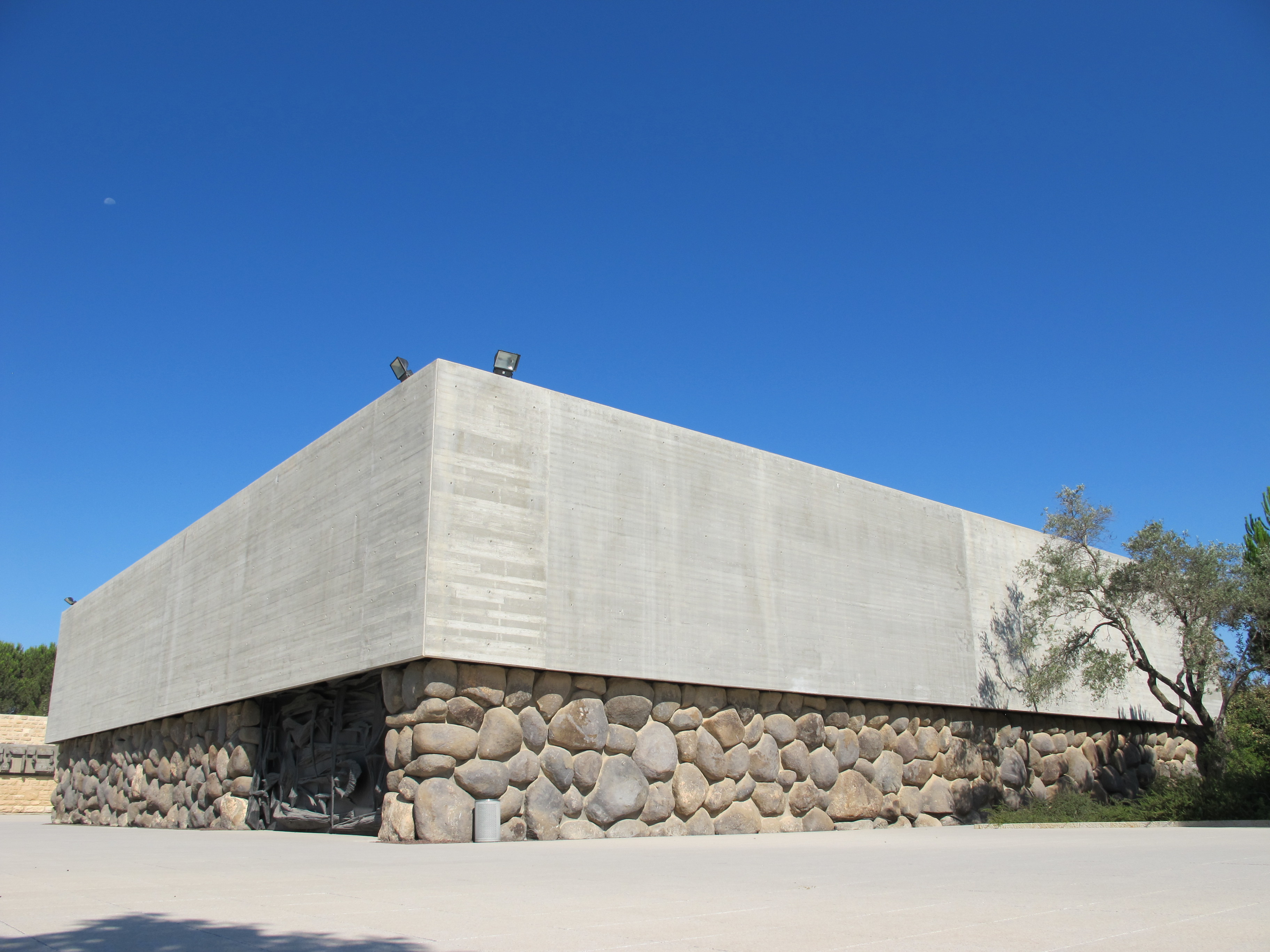
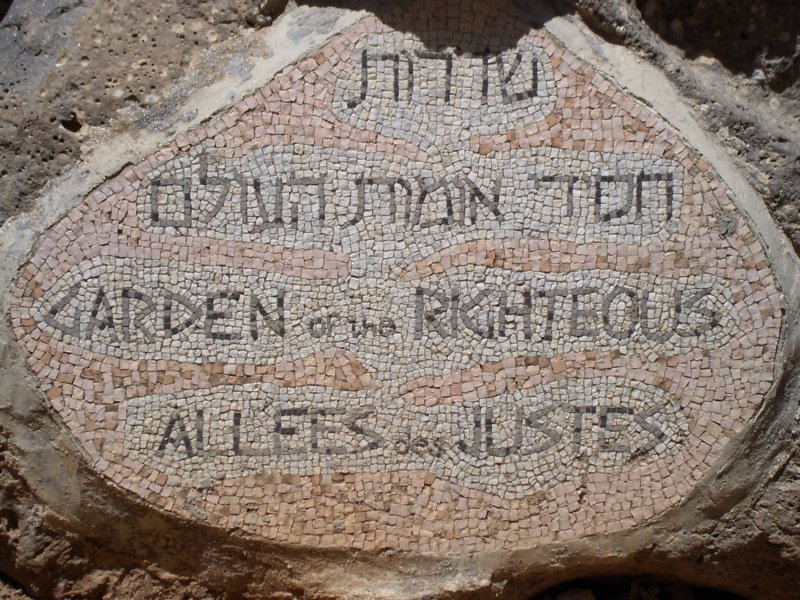
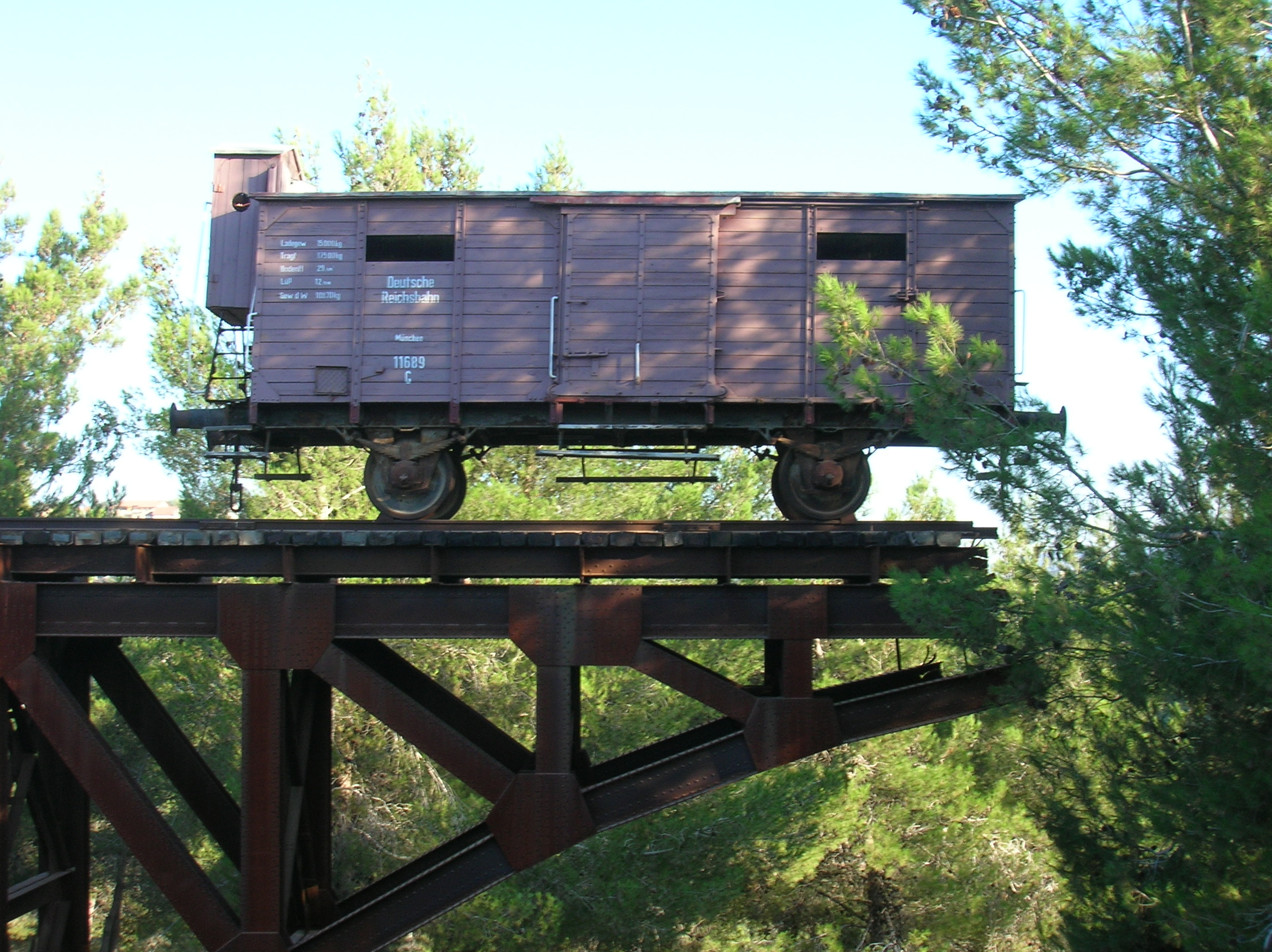
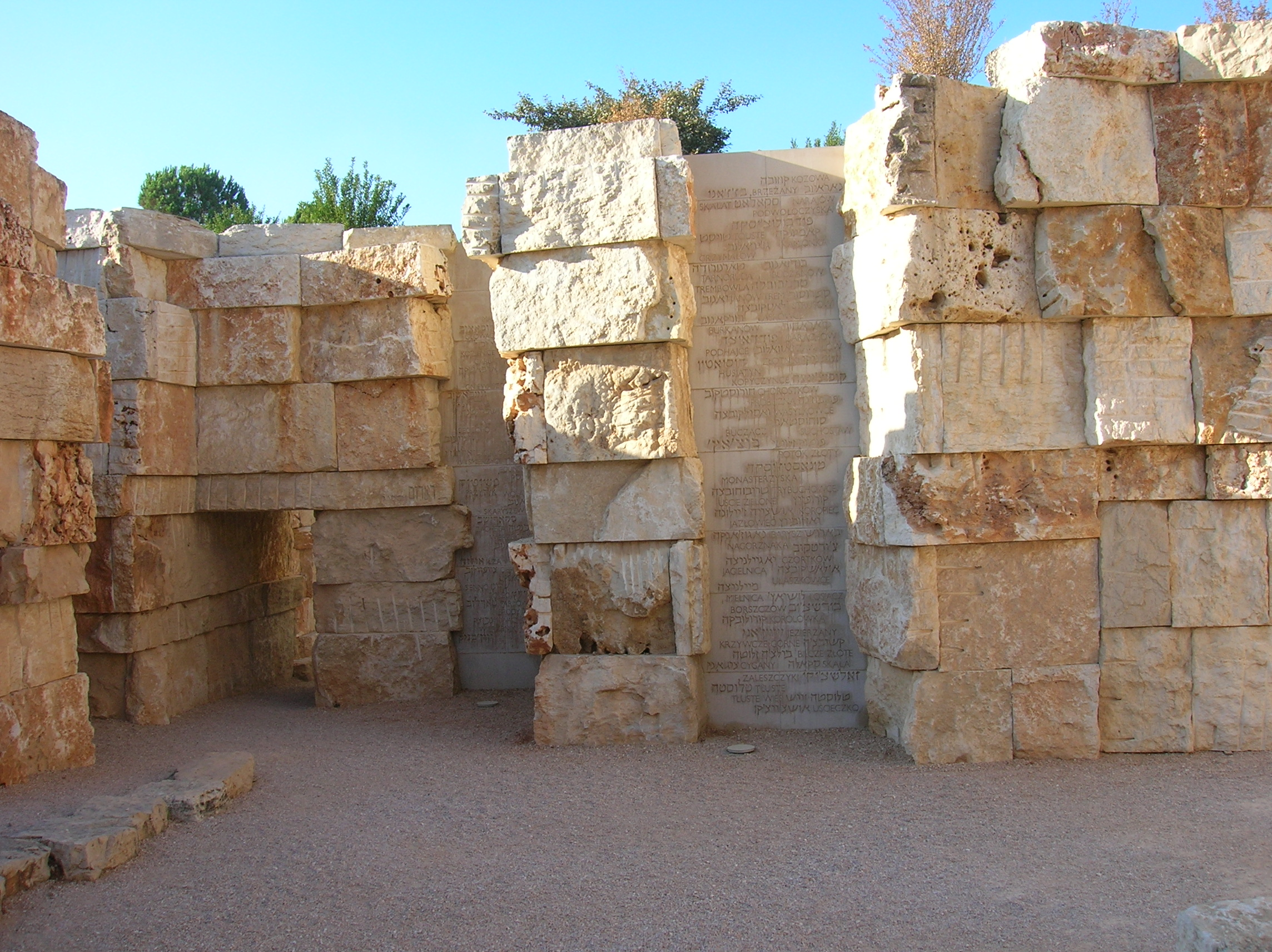
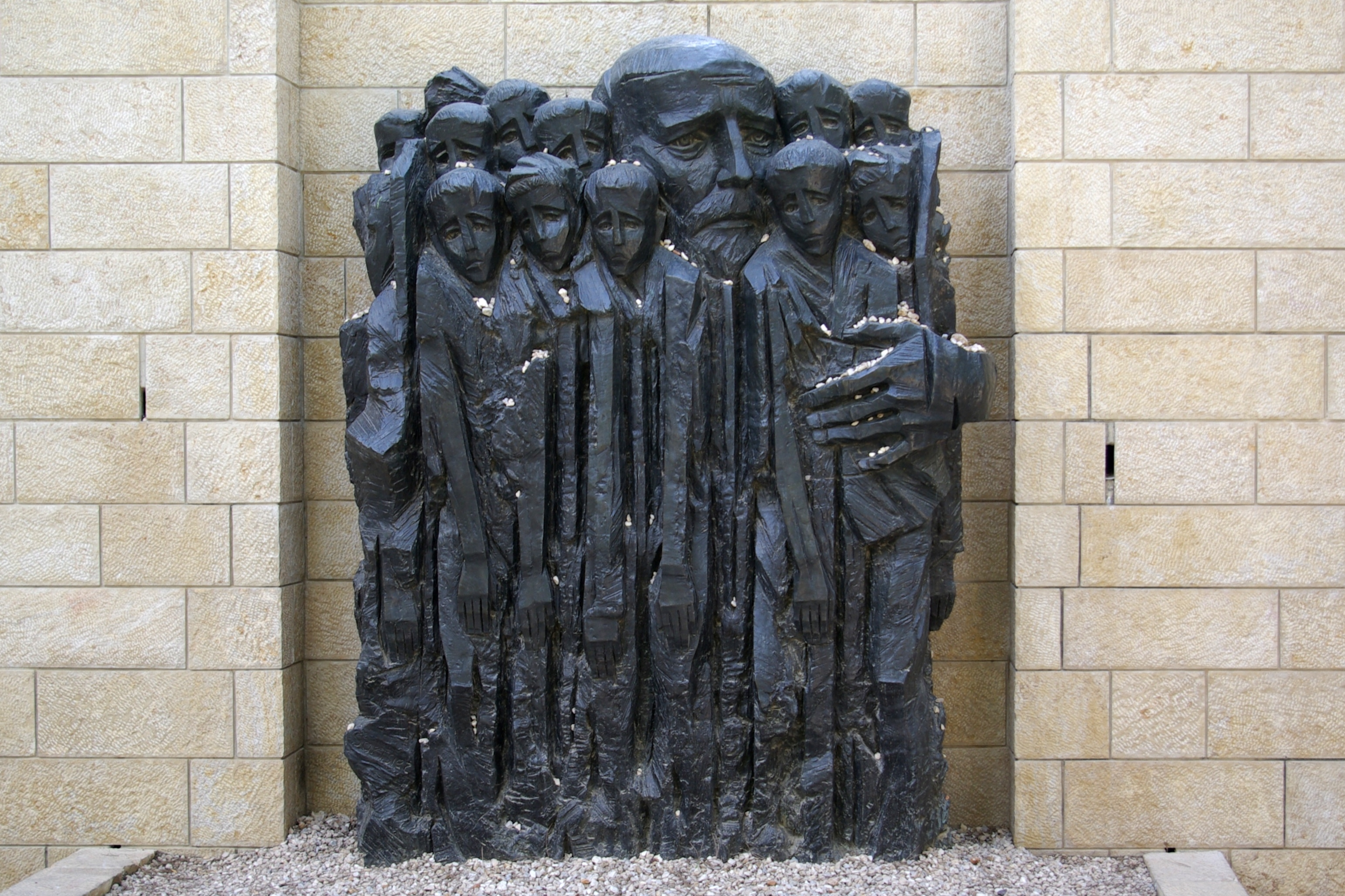
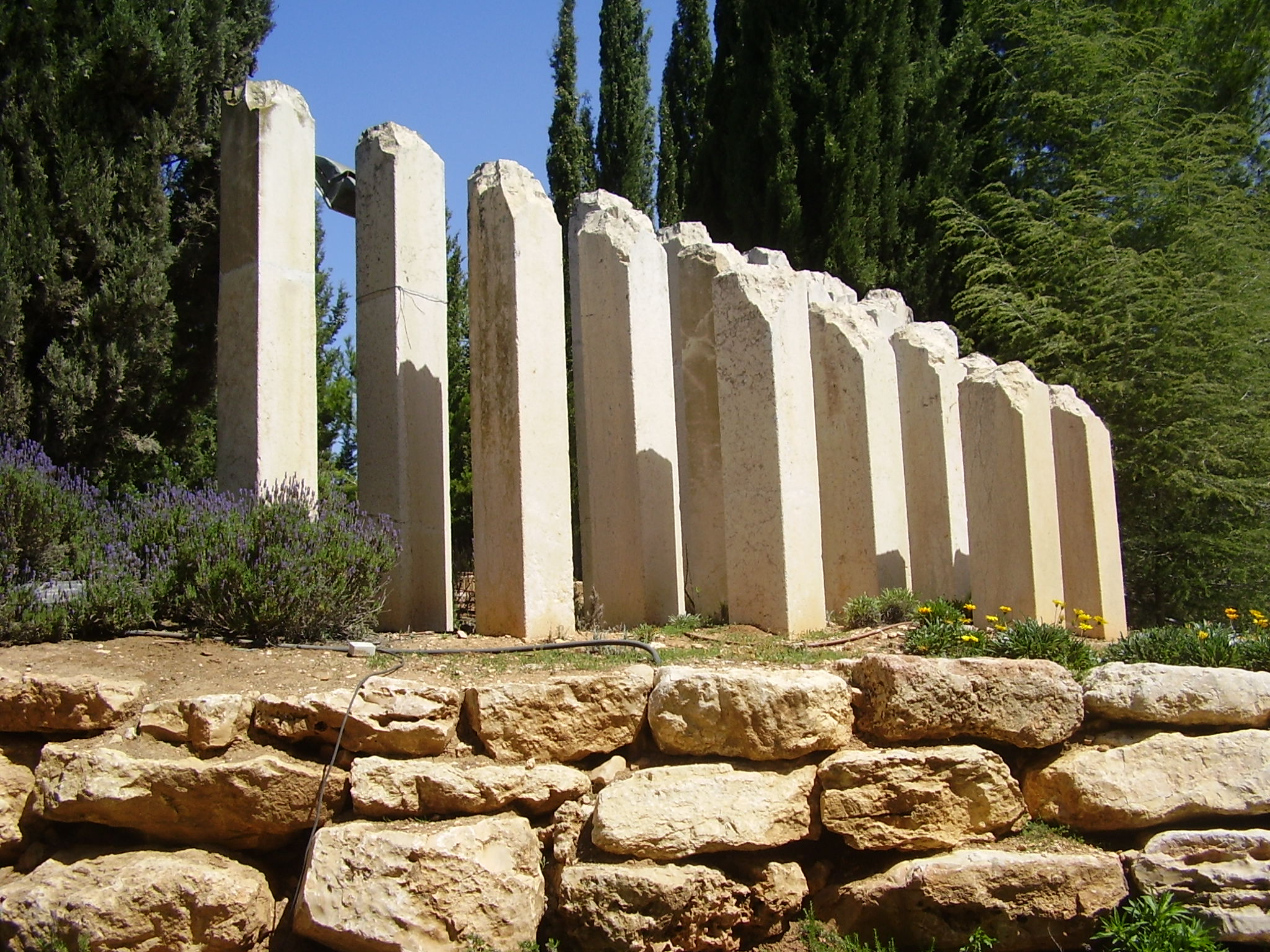
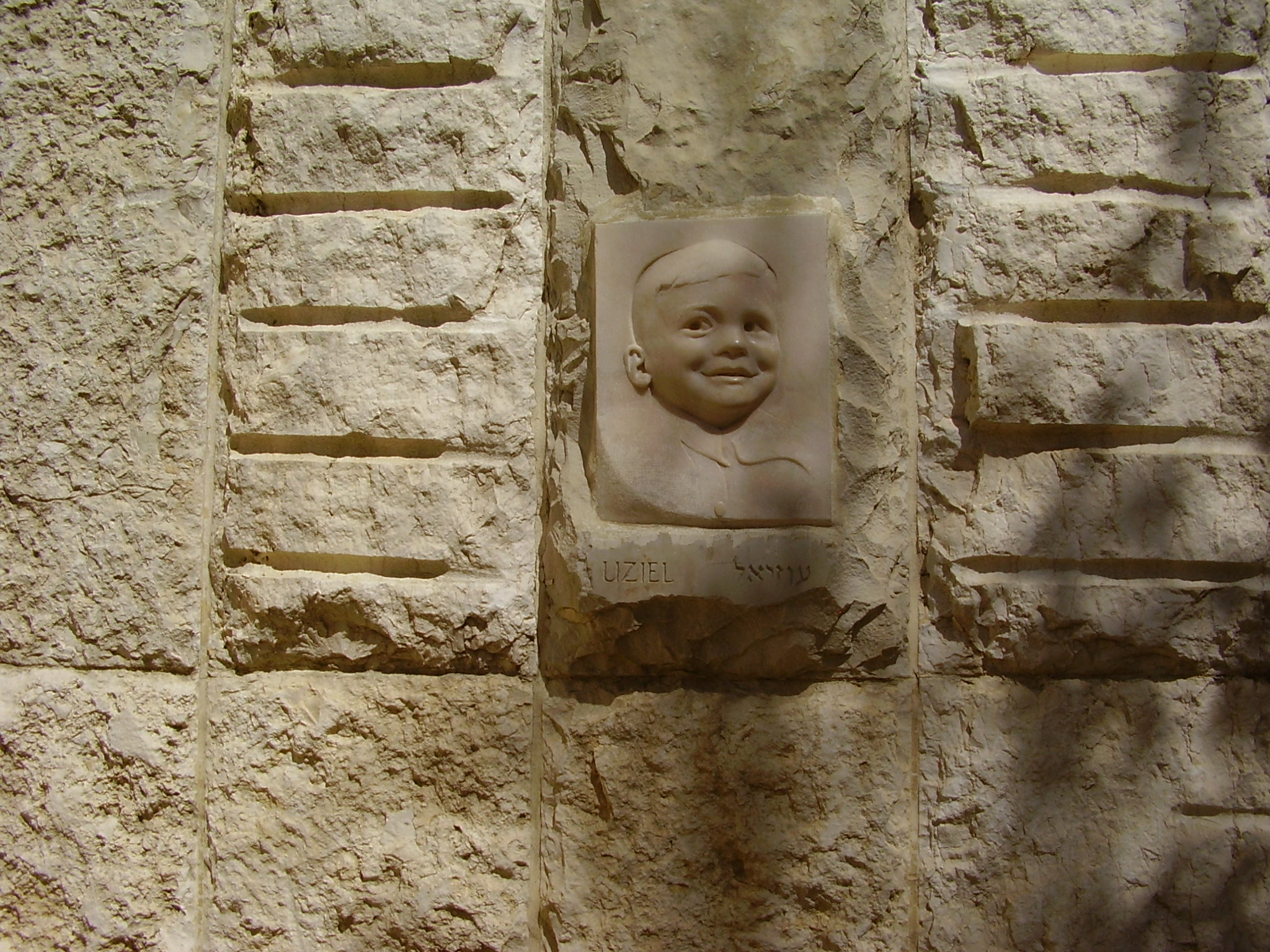